# الخطوط الجوية الصينية للبريد
الخطوط الجوية الصينية للبريد (بالصينية: 中國郵政航空)(بالبينيين: Zhōngguó Yóuzhèng Hángkōng) هي شركة طيران للشحن تقع في الطابق الحادي عشر إلى الرابع عشر في مبنى مكتب زيو (بالصينية: 紫玉 寫字樓)(بالبينيين: Zǐyù Xiězìlóu) في حي هايديان، بكين، جمهورية الصين الشعبية. مقرها الرئيسي في مطار نانجينغ لوخي الدولي.

## الأسطول

### الأسطول الحالي

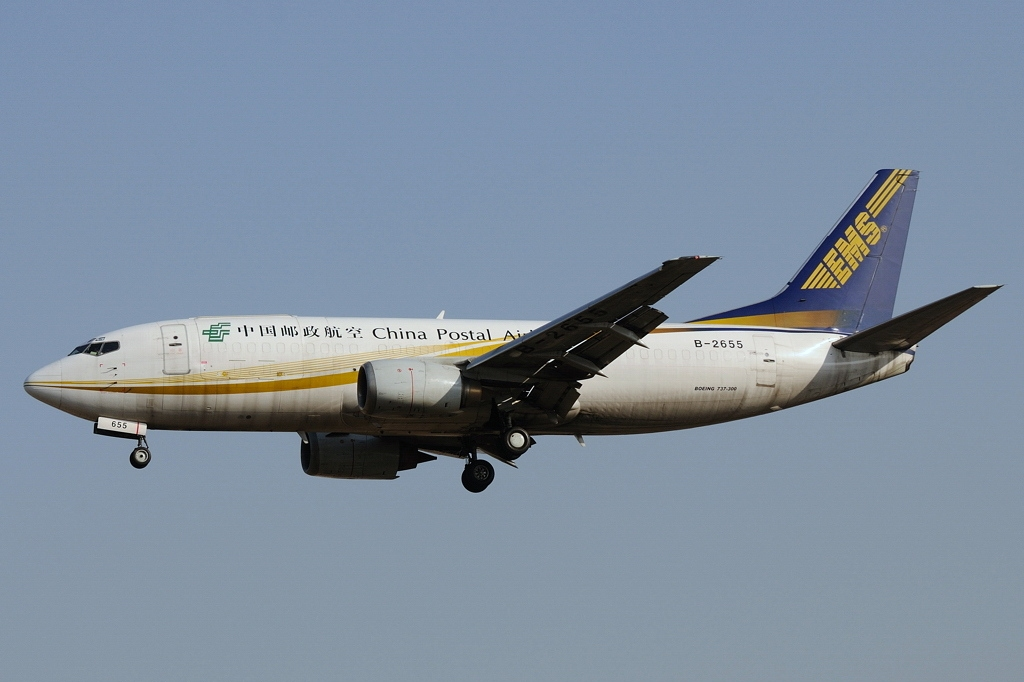
بوينغ 737 كلاسيك تابعة للشركة

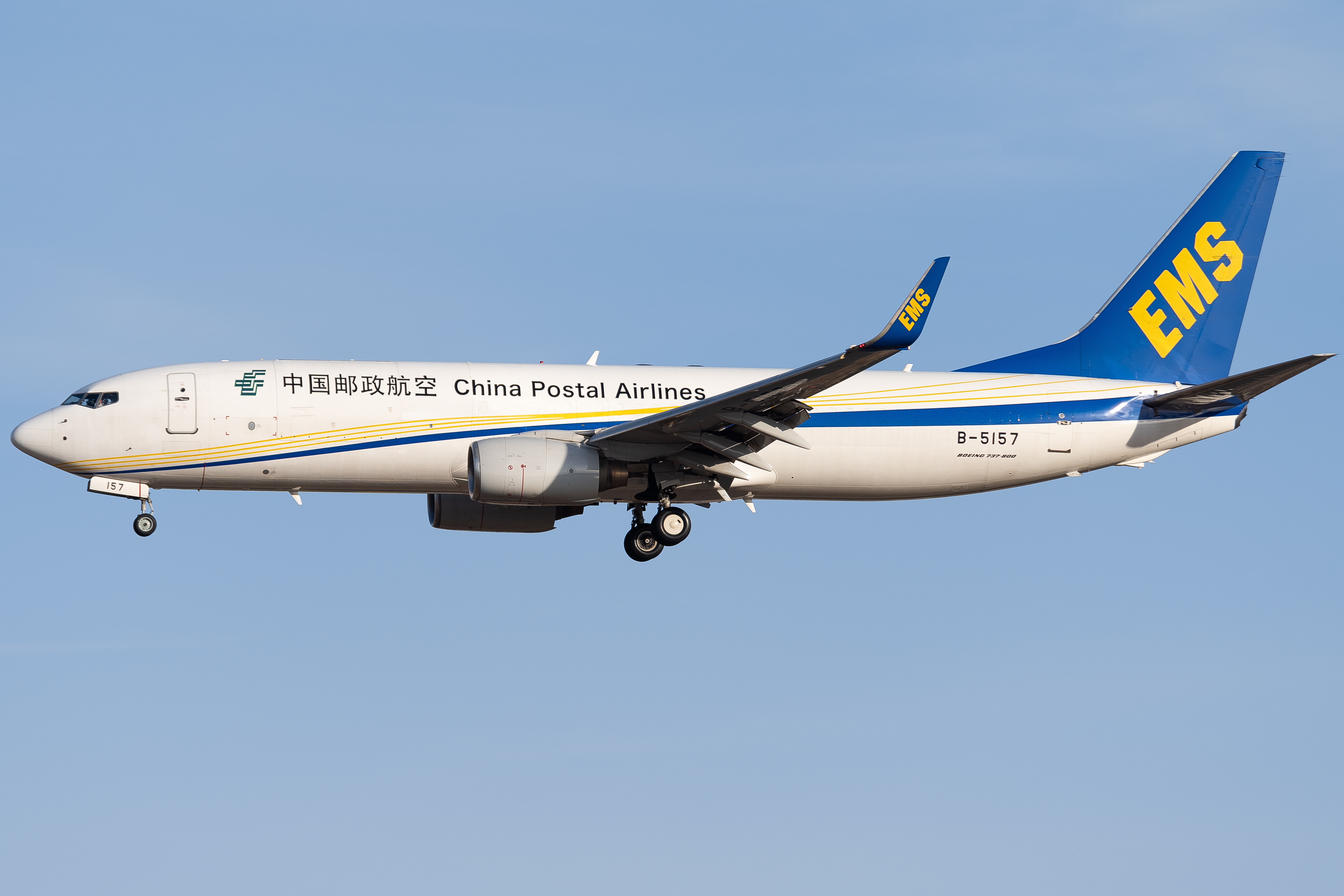
بوينغ 737 الجيل القادم تابعة للشركة

اعتبارًا من سبتمبر 2019، تشغل الخطوط الجوية الصينية للبريد الطائرات التالية:

### الأسطول التاريخي
قامت شركة الطيران سابقًا بتشغيل الطائرات التالية (اعتبارًا من أغسطس 2018):
- طائرة واحدة أخرى من طراز بوينج 737-300 إف
- طائرتا بوينج 757-200 بي إس إف.